# Mara Scherzinger
Mara Scherzinger (ur. 23 września 1989 w Titisee-Neustadt) – niemiecka aktorka, występuje w telewizyjnych serialach i filmach, znana z serialu Na wysokiej fali.
Mara wychowywała się w małym miasteczku Saig, niedaleko Titisee-Neustadt w Niemczech. Największą popularność przyniosła jej rola Anny w Na wysokiej fali "Blue Water High". Dla tej postaci Mara wyjechała z Niemiec.

## O aktorce
Mara urodziła się 23 września 1989 roku w Titisee-Neustadt w Niemczech. Jest niemiecką aktorką, występuje w telewizyjnych serialach i na kinowym ekranie. Kiedy aktorka miała 13 lat wystąpiła w "Love and Longing". Rodzice Mary - Paulus Straub i Claudia Scherzinger - oprócz córki mają jeszcze syna – Jannis. Zadebiutowała w niemieckiej produkcji "Liebe und Verlangen", grając młodą dziewczynę z problemami. Jednak największą popularność przyniosła jej rola Anny w "Blue Water High". Dla tej postaci Mara wyjechała z Niemiec. W 2002 roku zagrała małą rolę w reklamie Masterfood.

## O postaci z Blue Water High (Na wysokiej fali)- Anna Petersen
Anna to niemiecka surferka, która dostała się na camp surfingowy bez konkursu. Pochodzi z Europy (jako jedyna). Trenuje kitesurfing, czyli surfing z latawcem. Bec ciągle obwiniała ją za to, że zabrała ona miejsce jej bratu. Spotykała się z Joe. Wygrała zawody w kitesurfingu, jednak gdy się dowiedziała, że wyjedzie na roczne tournée i będzie musiała zrezygnować z nauki w akademii, została. Była wybrana przez Solar Blue. Niestety na początku nie spodobało się to Bec, ponieważ jej brat był "pewniakiem". Joe nie dostał się, dlatego Anna postanowiła uczciwie zapracować na miejsce. Zmierzyła się z chłopakiem i wygrała. Ciężko pracuje, aby stać się dobrą w tym co robi. Trzy razy w tygodniu spędza ponad godzinę w siłowni, poza tym uczestniczy w treningach całej grupy z Solar Blue. Anna jest nieśmiała, ale zawsze można na nią liczyć. Spotyka się z bratem Bec - Joe. Zakochała się w Joe, ze wzajemnością i zostali parą.

## Filmografia
- Na wysokiej fali "Blue Water High" jako Anna Petersen (2005)
- "Liebe und Verlangen" jako Torchy (2002)
- "SK Kölsch" (w niemieckiej telewizji) (2004)
- "Beautiful Bitch" (2006)